# A7 (автомагистраль, Германия)
Автомагистраль A7 (нем. Bundesautobahn 7, сокр. Autobahn 7 или A7) — самый длинный автобан Германии, его протяжённость составляет 963 км. Он проходит в северо-южном направлении через земли Шлезвиг-Гольштейн, Гамбург, Нижнюю Саксонию, Гессен, Баварию и Баден-Вюртемберг. Первые планы по строительству автомагистрали от Гамбурга в южном направлении появились в 1926 году. Однако первый участок был открыт между Касселем и Гёттингеном в 1937 году. К 1941 году был продлен до Бад-Херсфельда.
В 1975 году на трассе был открыт новый туннель под Эльбой, длиной 3325 метров. Туннель состоит из четырёх параллельно идущих стволов общей шириной 41,7 метров и несущих в себе 8 автомобильных полос. Таким образом, он является одним из самых широких подводных туннелей в мире.

## Галерея
- А7 в Гамбурге
- южнее Гёттингена
- Южный портал туннеля под Эльбой в Гамбурге
- Северный портал туннеля под Эльбой